# Gornji Vukšinac
Gornji Vukšinac – wieś w Chorwacji, w żupanii zagrzebskiej, w gminie Dubrava. W 2011 roku liczyła 150 mieszkańców.